# Ausschreibungsdatenbank
Elektronische Ausschreibungsdatenbanken unterstützen die Ausschreibung für die Bereiche Bau, Lieferung und Dienstleistung. Sie bieten insbesondere den öffentlichen Auftraggebern die Möglichkeit, Material und Leistungen einzukaufen, da diese für den Einkauf von Lieferungen und Leistungen an das Vergaberecht gebunden sind.
Bei den Datenbanken handelt es sich um Portale im Internet. Man unterscheidet zwischen öffentlichen Ausschreibungsdatenbanken, Behördenportalen und Firmenportalen.

## Öffentliche Ausschreibungsdatenbanken
Diese firmenunabhängigen Internetportale ermöglichen neben der Recherche nach Ausschreibungen auch meist die Recherche nach potentiellen Lieferanten. So lassen sich über die Systeme Firmen anschreiben und komplette Anfragen abwickeln (Anfrage, Angebot, Auswertung und Vergabe). Verschiedene Plattformen haben sich hier auf dem Markt in den letzten Jahren durchgesetzt und etabliert.
Es ist hierbei zu unterscheiden zwischen europaweiten und nationalen Ausschreibungen. Für Ausschreibungen oberhalb des Schwellenwertes der Vergabeverordnung, welcher aktuell laut Verordnung (EU) Nr. 2017/2365 der EU-Kommission vom Dezember 2017 bei 5.548.000 Euro für Bauleistungen liegt, muss die europaweite Ausschreibung erfolgen, ansonsten kann sie unterbleiben.
Die europaweiten Ausschreibungen werden täglich (dienstags bis samstags) in der Datenbank Tenders Electronic Daily (TED) veröffentlicht. Diese Datenbank ist u. a. direkt auf einem Server des Amtes für Amtliche Veröffentlichungen verfügbar und indirekt bei verschiedenen Lizenznehmern (Verkäufern).
Nationale Ausschreibungen werden in Deutschland im Portal des Bund oder der Länder veröffentlicht. Es gibt aber auch verschiedene private Anbieter, die diese Daten gegen Entgelt anbieten.
Der Gemeinsame Ausschuss Elektronik im Bauwesen (GAEB) hat eine XML-Schnittstellenbeschreibung für Ausschreibungsdatenbanken (ADB) herausgegeben.

## Behördenportale
Behördenportale dienen meist der Ausschreibung von Bauleistungen nach VOB/A. Sie haben deshalb zusätzlich Anforderungen an Datenübertragung und Authentifizierung. Sie sind bisher bezüglich Datenaustausch meist nicht genormt. Behördenportale werden von Behörden unterhalten, die regelmäßig Aufträge vergeben.
Bund und Länder setzen bisher auf unterschiedliche technologische Ansätze, um die Vorgaben des Vergaberechts umzusetzen. In der Regel können Unterlagen heruntergeladen und dann nach Angebotserstellung mit Zeitstempel bei der ausschreibenden Stelle eingereicht werden. Praktisch immer sind dazu Signaturkarten zur Authentifizierung notwendig. Bisher ungeklärt ist bei allen Verfahren die Regelung der Firmenvollmachten auf Signaturkarten.

## Firmenportale
Firmenportale bieten Leistungen an, die denen der öffentliche Ausschreibungsdatenbanken ähnlich sind. Meistens werden diese Portale von Fachverlagen unterhalten, die sich auf einen bestimmten Wirtschaftszweig spezialisiert haben. Diese Portale sind oft gekennzeichnet durch  eine geringe Auftraggeberbandbreite (unter Umständen nur ein Unternehmen, das seine Bauleistungen ausschreibt) und eine geringe Zielgruppenbandbreite (nur für ganz bestimmte Lieferantengruppen). Die Firmenportale sind für öffentliche Auftraggeber wichtig, die nur gelegentlich Aufträge ausschreiben und daher kein eigenes Portal unterhalten können.